# Синар
Синар (фр. Sinard) — коммуна во Франции, находится в регионе Рона — Альпы. Департамент коммуны — Изер. Входит в состав кантона Матезин-Триев. Округ коммуны — Гренобль.
Код INSEE коммуны — 38492. Население коммуны на 1999 год составляло 579 человек. Населённый пункт находится на высоте от 485 до 1005 метров над уровнем моря. Муниципалитет расположен на расстоянии около 510 км юго-восточнее Парижа, 115 км юго-восточнее Лиона, 28 км южнее Гренобля. Мэр коммуны — Josette Roveda, мандат действует на протяжении 2001—2008 гг.
Динамика населения (INSEE):